# Eucalyptus lehmannii
Eucalyptus lehmannii là một loài thực vật có hoa trong Họ Đào kim nương. Loài này được (Schauer) Benth. mô tả khoa học đầu tiên năm 1867.

## Hình ảnh

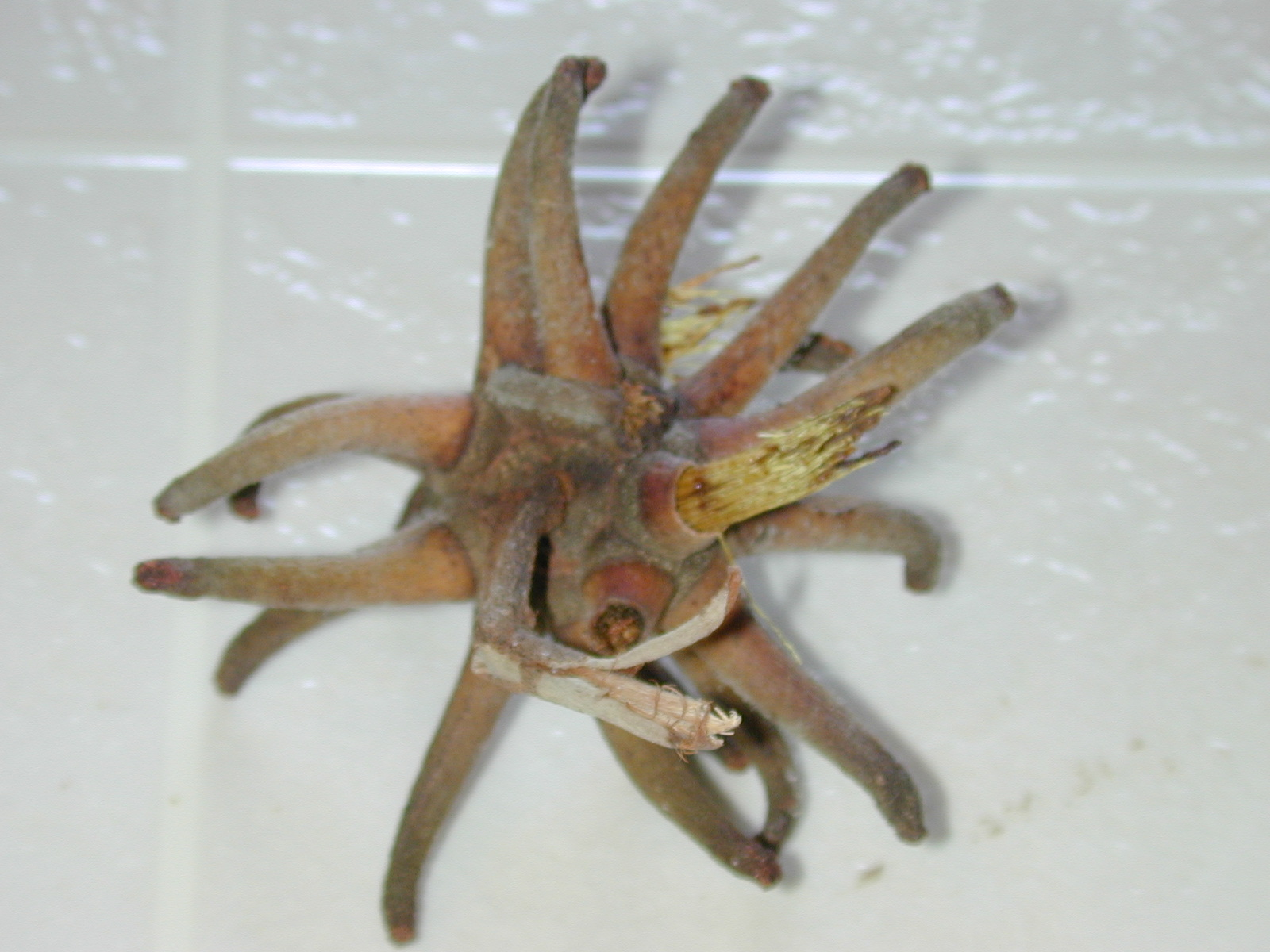
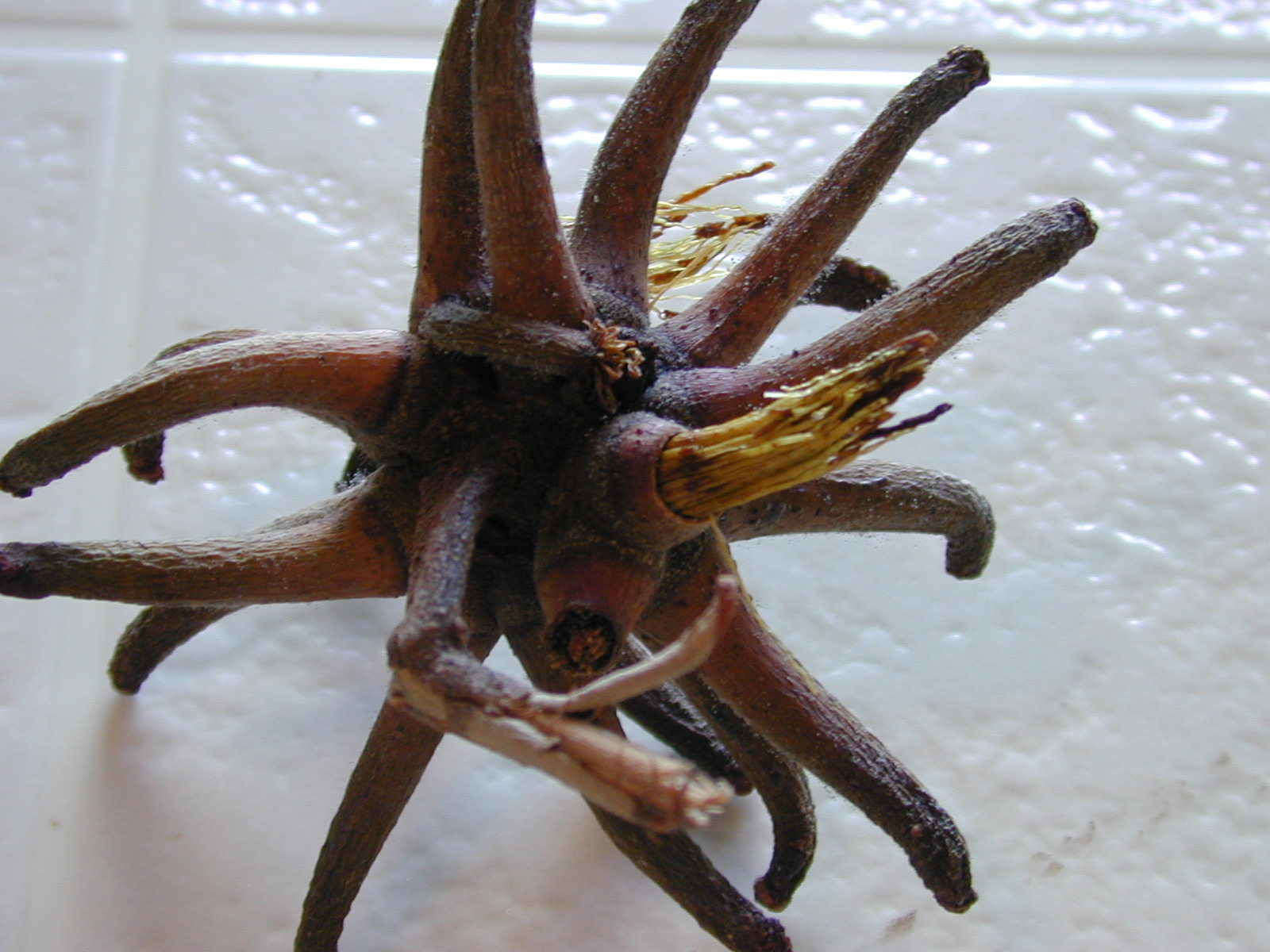
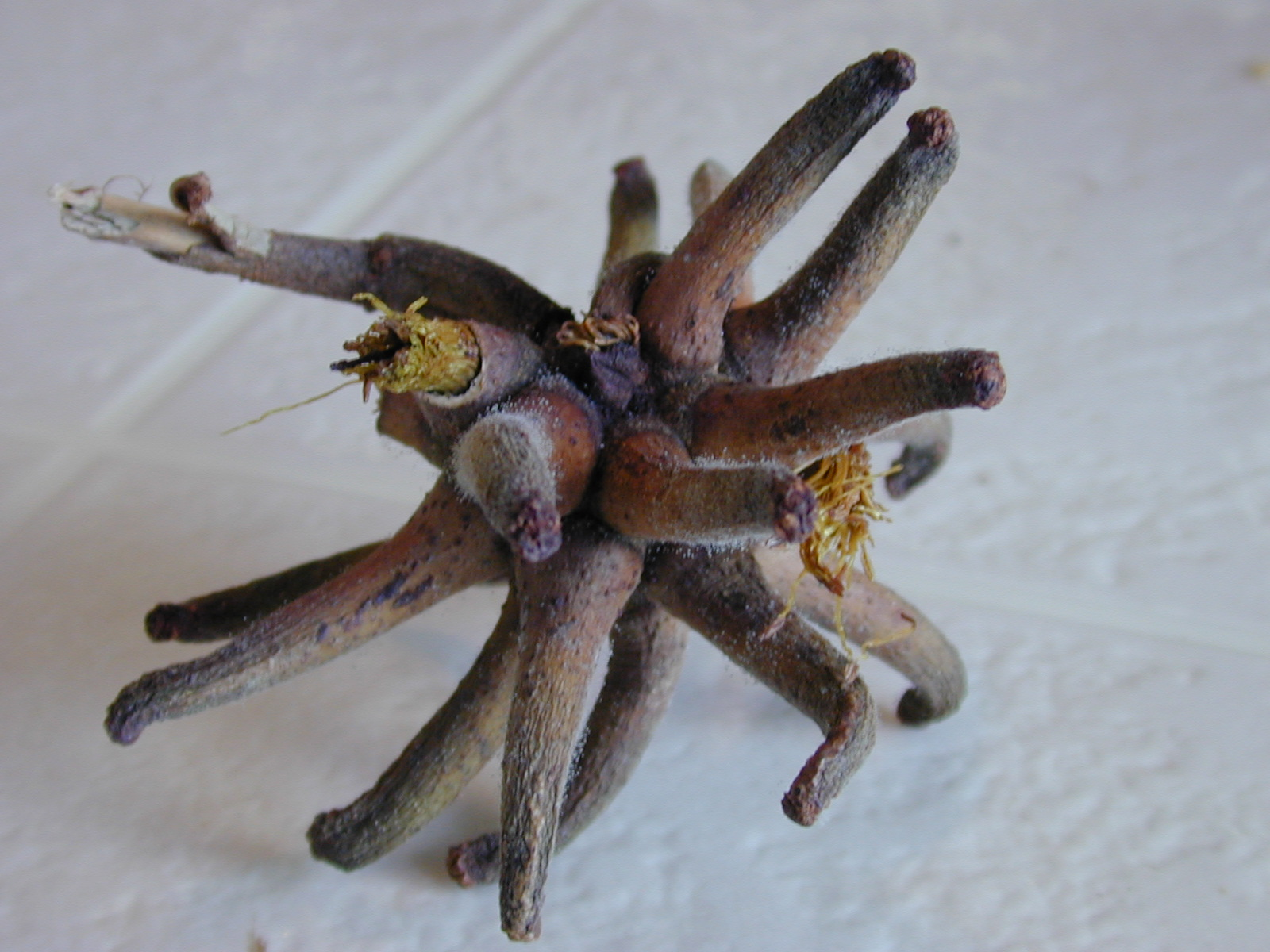
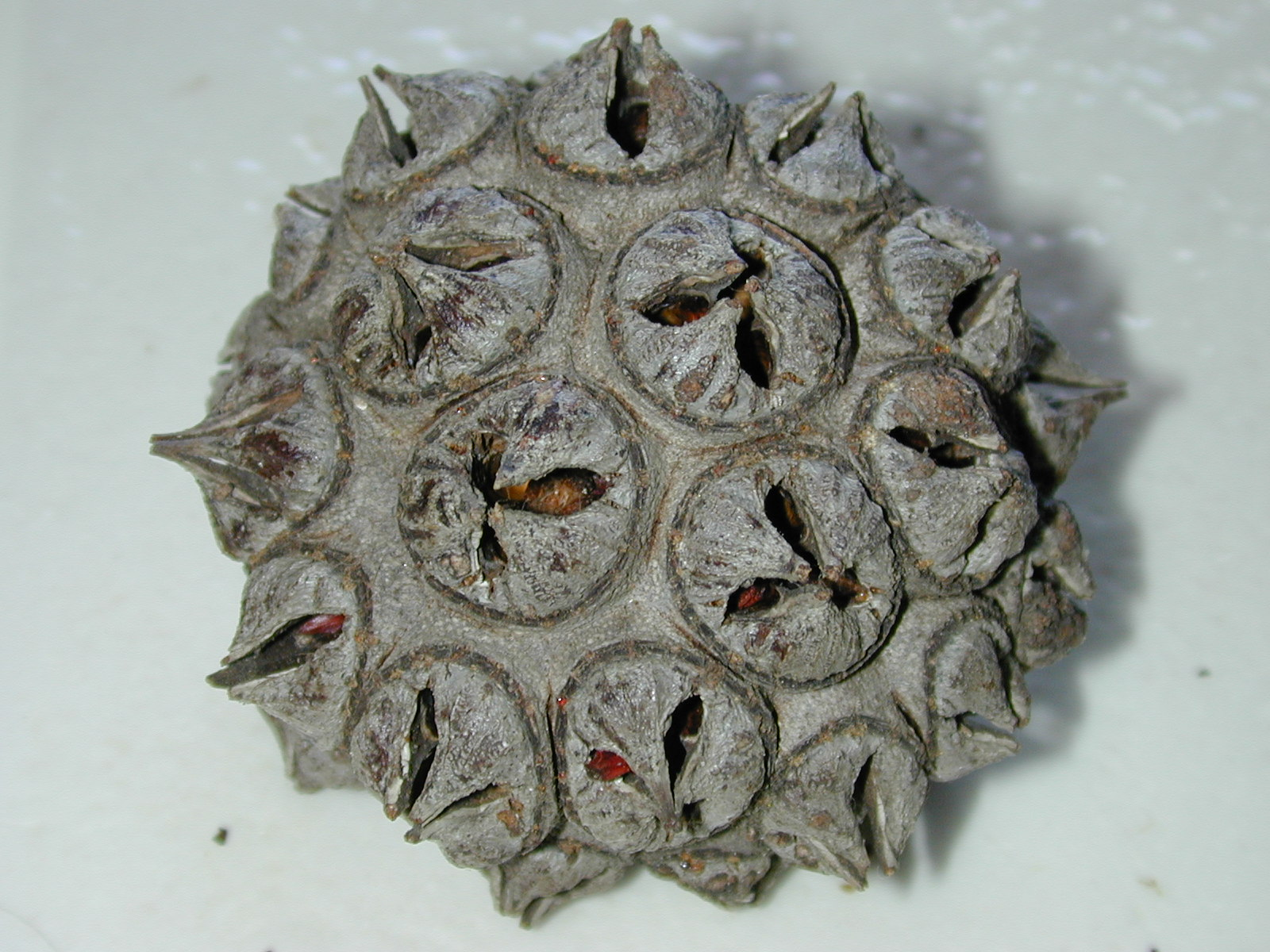